# Geoff Nicholls
Geoffrey James "Geoff" Nicholls (Birmingham, Inglaterra, 28 de febrero de 1948-28 de enero de 2017) fue un teclista británico conocido por su labor con el grupo de heavy metal Black Sabbath, donde fue miembro de 1979 a 1991 y posteriormente de 1993 a 2004.

## Carrera
A fines de los años 1960 y principios de los 70, Geoff era el guitarrista de un grupo local de Birmingham, Johnny Neal and the Starliners. Más tarde pasó a integrar el grupo hard rock Quartz como guitarrista y teclista, siendo este conjunto pionero de la escena NWOBHM a fines de los años 70, y estuvo apadrinado por Black Sabbath.
La primera aparición de Nicholls en un álbum de los propios Black Sabbath fue en Heaven and Hell (1980), siendo acreditado como teclista en cada disco de la banda a partir de entonces, aunque sin ser incluido como miembro estable, hasta 1986.
No obstante su rol casi exclusivo en los teclados, Nicholls tocó segunda guitarra en Black Sabbath, por ejemplo durante la gira de reunión con Ozzy Osbourne en los años 90, durante el solo de Tony Iommi en el tema "Snowblind", y en algunas canciones durante las giras de Headless Cross y Forbidden.
Nicholls rara vez apareció sobre el escenario con Black Sabbath, su puesto durante los conciertos se encontraba oculto tras bastidores (generalmente a un costado del escenario).
Una excepción a esta regla fue la gira de Seventh Star, donde Nicholls fue visible sobre el escenario como un miembro más. Otra fue durante un concierto de caridad en mayo de 1988, donde Nicholls se desempeñó como bajista.
Geoff Nicholls se desvinculó finalmente de Black Sabbath en 2004, cuando Adam Wakeman (hijo de Rick Wakeman, y miembro de la banda de Ozzy Osbourne) fue elegido como nuevo teclista, para la gira 2004-2005, en el marco del Ozzfest.
Más tarde, en 2007, Scott Warren, teclista de Dio fue el elegido, esta vez para la reencarnación de Black Sabbath como Heaven and Hell.
Durante los últimos años Nicholls estuvo vinculado al proyecto Tony Martin's Headless Cross, comandado por el excantante de Black Sabbath, Tony Martin, Nicholls ya había tocado en dos álbumes en solitario de Martin, y en sendas giras promocionales.